# Kogel'
Il Kogel' (in russo Когель?) è un fiume della Russia europea nordorientale, affluente di destra dell'Ilyč. Scorre nel Troicko-Pečorskij rajon della Repubblica dei Komi.
Il fiume ha la sua sorgente sull'altopiano di Mišparma (возвышенность Мишпарма), colline pedemontane a una certa distanza dagli Urali settentrionali. Scorre in direzione sud, il canale è tortuoso e forma numerose anse. Le rive sono boscose, in alcuni punti paludose. L'intero corso passa nella taiga collinare disabitata, sulle rive ci sono solo capanne isolate utilizzate da turisti, cacciatori e pescatori. La larghezza nei tratti superiori è di circa 10-12 metri, nel tratto centrale la larghezza è di 30-50 metri, nei tratti inferiori raggiunge i 70. Sfocia nell'Ilyč a 42 km dalla foce, presso l'insediamento di Anton. Il fiume ha una lunghezza di 193 km; l'area del suo bacino è di 2 680 km².